# Міс Марпл (телесеріал)
«Міс Марпл» (англ. Miss Marple) — британський детективний телесеріал, заснований на романах Агати Крісті, у яких розповідається про пригоди літньої жінки-детектива міс Джейн Марпл. Серіал транслювався на телеканалі BBC One з 1984-го по 1992 роки, а головну роль у ньому виконала британська акторка Джоан Гіксон. Телесеріал складається з 12 епізодів, які є повнометражними екранізаціями усіх 12 романів письменниці про міс Марпл.

## Історія створення
Агаті Крісті не сподобалися більшість екранізацій її творів, які з'явилися за її життя. Її онук Метью Прічард, розпорядник її творчого спадку та прав, лише на початку 1980-х років дав згоду BBC на екранізацію на телебаченні двох романів письменниці. Завдяки успіху цих двох проектів, телеканал отримав дозвіл на телевізійну адаптацію романів Крісті про міс Марпл.
Джоан Гіксон, виконавиця головної ролі у серіалі, раніше вже стикалася з творами Агати Крісті. 1946 року вона виконувала одну з головних ролей у п'єсі Крісті «Побачення зі смертю», на прем'єрі якої була присутня й письменниця. Після вистави Крісті відправила акторці записку, в якій написала: «Маю надію, одного чудового дня ви зіграєте мою міс Марпл». Пізніше, 1963 року Джоан Гіксон зіграла невелику роль у фільмі «Вбивство, сказала вона», що був вільною екранізацією роману Агати Крісті «О 4:50 з Паддінгтона», де роль міс Марпл у свою чергу виконала відома британська акторка Маргарет Рутерфорд.
Зйомки телесеріалу розпочалися 1983 року, і проходили в основному в Англії, у графствах Норфолк, Девон, Гемпшир, а також на Барбадосі. У серіалі відтворено атмосферу Англії 1940-х, а у деяких епізодах й 1950-х років. Епізод 1989 року «Карибська таємниця» мав стати останнім у серіалі, тому що Джоан Гіксон не мала наміру продовжувати зйомки. Та акторку вдалося вмовити відтворити образ міс Марпл ще в двох серіях на початку 1990-х, завдяки чому усі 12 романів Агати Крісті про Джейн Марпл було екранізовано.

## У ролях
- Джоан Гіксон — міс Джейн Марпл
- Гвен Вотфорд — Доллі Бантрі
- Мюррей Вотсон — полковник Артур Бантрі
- Пітер Тілбері — Реймонд Вест
- Дональд Плезенс — Джейсон Рейфіл
- Девід Горович — старший інспектор Слек
- Джон Касл — старший інспектор Креддок
- Йєн Брімбл — сержант Лейк
- Джин Сіммонс — Керрі-Луїза Сараколд
- Клер Блум — Марина Грег
- Ендрю Крікшенк — Конвей Джефферсон
- Труді Стайлер — Джозі Тернер
- Кіт Дрінкел — Марк Гескелл
- Карен Медден — Аделаїда Джефферсон
- Софі Ворд — Моллі Кендалл
- Джосс Екленд — Льюїс Сераколд
- Фейт Брук — Рут Ван Рейдок
- Холлі Ейрд — Джина Хад
- Елізабет Ґарві — Елла Зелінські
- Майкл Калвер — Едвард Сіммінгтон
- Сабіна Френклін — Джоанна Бартон
- Джоанна Девід — Емма Крекенторп
- Урсула Хавеллс — Летиція Блеклок
- Пітер Девісон — Ланселот Фортеск'ю
- Френсіс Лоу — Патриція Фортеск'ю
- Джеральдін Александер — Гвенда Рід
- Джон Молдер Браун — Джайлз Рід
- Керолайн Блекстоун — леді Бесс Седжвік
- Поллі Адамс — Анна Протеро
- Маргарет Тайзек — Клотильда Бредбері-Скотт
- Валері Лаш — Лавінія Глін
- Анна Кроппер — Антея Бредбері-Скотт
- Брюс Пейн — Майкл Рейфіл
- Сью Ллойд — Лакі Дайсон
- Фредерік Тревіс — доктор Джеймс Кеннеді
- Джилл Мейджер — Люсі Айлесбарроу
- Ентоні Смай — Безіл Блейк
- Джоан Грінвуд — леді Селіна Хезі
- Гелена Мічелл — Ельвіра Блейк
- Том Вілкінсон — інспектор Ніл
- Патрік Ґодфрі — містер Шустер

## Епізоди
- Тіло в бібліотеці (26 грудня 1984)
- Перст провидіння (21 лютого 1985)
- Оголошено вбивство (28 лютого 1985)
- Кишеня, повна жита (7 березня 1985)
- Вбивство у будинку вікарія (25 грудня 1986)
- Забуте вбивство (11 січня 1987)
- Готель «Бертрам» (25 січня 1987)
- Немезида (8 лютого 1987)
- О 4:50 з Паддінгтона (25 грудня 1987)
- Карибська таємниця (25 грудня 1989)
- Гра дзеркал (29 грудня 1991)
- Дзеркало тріснуло (27 грудня 1992)

## Українське закадрове озвучення
Українською мовою серіал озвучено студією «Так Треба Продакшн» на замовлення кіноканалу «Ентер-фільм». Ролі озвучували: Володимир та Дмитро Терещуки, Олена Бліннікова і Наталя Поліщук.